# سنابس (القطيف)
سنابس هي قرية تقع على الساحل الشرقي من جزيرة تاروت بمحافظة القطيف شرق السعودية. يُقدر عدد سكانها بـ7,000 نسمة وفقاً لإحدى التعدادات التي أُجريت. عمل سكان سنابس في الماضي بصيد السمك واستخراج اللؤلؤ. وكانت فيما مضى ميناءً في منطقة الخليج تستقر على شاطئها سفن البحارة والصيادين، الذي وصل عددها فيها آنذاك حوالي 140 قارباً، إذ كانت ذات مكانة هامة لدى البحارة والطواشين. إلا أن بحارة سنابس صاروا الآن يستخدمون بندري الزور ودارين المجاورتين بعد التمدد العمراني والتخلي عن مهن الصيد والبحر.

## التسمية
سُميت سنابس نسبةً إلى قبيلة بني سنبس التي كانت تسكن الخبر. وقد فرت بسبب الاعتداء الذي تعرضت له أثناء ذهابها إلى البحرين. سكنت القبيلة المنطقة وسميت باسمها إلى أن حُرِّفَت إلى سنابس. وباقي أفراد القبيلة فرّوا إلى البحرين وسميت المنطقة التي سكنوها هناك بالمسمى نفسه «سنابس».[بحاجة لمصدر]

## الجغرافيا

### الموقع
تمتد القرية على ساحل جزيرة تاروت الشرقي بحوالي 4 إلى 3 كم، تحدها من الجنوب الغربي الربيعية، ومن الغرب قرية تاروت، ومن الشمال الزور ومن الجنوب دارين.

## الآثار
تحتوي سنابس على العديد من آثار العهد الإسلامي المبكر والعثماني والبرتغالي، إلا أن معظمها قد اندثر.[بحاجة لمصدر]

## النشاط الاقتصادي
بعد تمدد سنابس غربًا لتستحدث بعض الأحياء الجديدة، ترك معظم أهاليها مهنة الصيد والغوص.

### صيد الأسماك
كان يعمل سكان سنابس سابقاً بشكل أساسي في صيد الأسماك واستخراج اللؤلؤ. وكانت من الطرق المحلية للصيد استخدام القراقير، واللقية والقمبار والجلة والشبك. وكانت تقنية الحضور في الصيد بارزةً أيضاً، ومن الحضور في ساحل سنابس: حضرة الحصاصيم، حضرة أم ربيع، حضرة القطيعة، حضرة الخرابيش، حضرة أم زقان، حضرة أم لطيور، بدع راشد، بدع جاسم، بدع الزهراء، حضرة لشميلة، حضرة البديع، حضرة المروحنية، حضرة أم اعمامة، وحضرة أم لتيوس، وحضرة لخضيرة، وحضرة الحصيصين، وحضرة بن غنام، وحضرة أم الحشيش، وحضرة الفرقانة، حضرة أمريقم، حضرة الدرورة، حضرة لحسينية، حضرة أم مغيزية، حضرة إدعجة، حضرة لوسيطة وحضرة لشميلة.
كانت سنابس تحوي موانئ ضحلة لرسو القوارب والسفن الصغيرة، وتُعرف منطقة الرسو في منطقة سنابس بالـ«بندر»، وهي المرسى من خيبان (جنوب عين السيف) إلى المنصور وهو نخل كان بالقرب من المسجد الشمالي (مسجد الشيخ عزيز حالياً).

### المرحلة الأولى
بعد صلاة الفجر يبدأ البحارة برفع السن (المرساة) ومن ثم التجديف من مكان المبيت وهو عادة ما يكون في مكان ضحل المياه تحسبا لأية رياح غير متوقعة، ثم يذهبون إلى مكان الهير وهو عادة لا يكون بعيدا ويمكنهم التجديف للمسافة المطلوبة وعندما يصلون يلقون المرساة ويبدؤن العمل.
ينزل الغيص أو (الغواص) إلى الماء ويكون ممسكا بحبل قصير اسمه (القلطه) بفتح القاف وهو مربوط في أحد مجاديف السفينة والغيص هو الذي يجهز الحبل وهو فوق سطح الماء، حتى لا يكون مربوطا في مكان آخر مما يجعله يعود من منتصف الطريف إلى قاع البحر.
يضع الغيص الفطام في أعلى أنفه (الفطام هي المسماة بالشباصه التي تمسك الثياب المغسولة بحبل الغسيل حتى لا تتطير مع الرياح) ينتهي الفطام بحبل رفيع يلف حول الرقبة ويضع (الديين وهي السلة أو الوعاء الذي يجمع فيه المحار) على رقبته، بعدها يضع الغواص (الزيبل) وهو الحب الذي يربط به الحجر لإنزال الغيص إلى قاع البحر بسرعة، بعدها يضع حبل (الأيده) وهو حبل الأنقاد الذي يجره (السيب) وهو الشخص الذي يقف على سطح السفينة ومهمته انقاد الغيص وهو نفس الشخص الذي يستقبل شحنة المحار من الغيص، وهذه العملية تأخذ من الزمن من دقيقه إلى ثلاث دقائق ونصف، وتسمى العملية (تبه) بتشديد الباء ويستطيع الغيص الماهر أن يغوص 90 تبه في النهار.

### المرحلة الثالثة
أما عملية الغيص تحت الماء فعندما يعلم السيب بوصول الغيص إلى القاع يقوم السيب بسحب الزيبل الذي به الحجر حيث لم يعد الغيص بحاجة إليه، وتبدأ عملية جمع المحار واقتلاعه قاع البحر حيث لا توجد صعوبة في اقتلاع المحار من القاع ولكن هناك بعض الغاصة يضعون في أيديهم ما يسمى (خبطه) المصنوعة من الجلد والتي تقيهم من بعض الجروح التي تصيبهم أثناء التقاط المحار والتي تسمى حاليا (القلفز) أو (البسوس) المستعملة للبناء أو المستعملة في تدفئة اليدين ووقايتهم من البرد وهي كثيرة الاستعمالات في حاضرنا.

### المرحلة الرابعة
إذا انتهى الغيص من جمع المحار أو ملئ الديين أو قبل شعوره بأن نفسه سوف ينتهي يجر حبل الأيده والذي يكون السيب ينتظر هذه الإشارة وهي إشارة السحب وسحب الغيص من قاع البحر، وفي هذه الحالة يكون الغيص قد وضع الديين الذي كان معلقا في رقبته يضعه في يده وهو ممسك الحبل باليد الأخرى بينما السيب يسحبه بكامل قواه الجسمانية.

### المرحلة الأخيرة
عندما يصل الغيص إلى سطح الماء وهذا طبعا قرب السفينة يناول الغيص السيب الديين الذي معه حتى يفرغ ما فيه من المحار في (الكيسة) وهو وعاء ثاني موجود عند السيب على سطح السفينة وعندما ينشغل السيب بتفريغ المحار في الكيسة يعد الغيص نفسه لتبة أخرى ويكون قد اعد لنفسه القلطة بعدها يأخد له نفس عميقا من الهواء ويعاود الكره، وكان يسمى النفس لدى البحارة (نسم).

## جمعية البر الخيرية
جمعية البر الخيرية هي منظمة خيرية مقرها سنابس، بمحافظة القطيف، في المنطقة الشرقية للمملكة العربية السعودية. تأسست جمعية البر الخيرية في 20 نوفمبر، 2007م، الموافق لـ10 ذو القعدة 1428هـ. ومن خدماتها:
- مشروع زكاة الفطر: هو مشروع أطلقته جمعية البر الخيرية في عام 1440هـ واستفاد منه 500 فرد من الأسر المحتاجة. يهدف البرنامج لخدمة المجتمع عبر تسهيل عملية إخراج الزكاة ورفع كفاءة إيصالها إلى مستحقيها. يتكون الفريق التطوعي من 62 متطوعٍ ومتطوعةٍ إضافة إلى موظفي الجمعية برئاسة نائب رئيس المجلس السابق علي آل فريج والذي بدوره قام بتوزيع المهام على عدد من اللجان.[4]

- الحقيبة المدرسية
- كفالة أسرة فقيرة
- السلة الغذائية
- فرحة العيد
- مهرجان ذوي الاحتياجات الخاصة
- دورة كافل يتيم
- الطبق الخيري
- إفطار صائم

## المهرجانات والفعاليات المحلية

### مهرجان الدوخلة

شعار مهرجان الدوخلة.

تقوم لجنة التنمية الاجتماعية الأهلية بسنابس في جزيرة تاروت لإقامة مهرجان الدوخلة التراثي التطوعي للسنوات الماضية وذلك خلال أيام عيد الأضحى المبارك لمدة سبعة أيام خلال الفترة من 9 إلى 15 من شهر ذي الحجة وتقوم اللجنة باطلاق شعار وطابع عام يتغير كل سنة وترعى المهرجان جهات حكومية رسمية وتقوم أيضاً جهات أخرى مؤسساتية واعلامية برعايته.
تهدف إدارة المهرجان والمتمثلة في لجنة التنمية الاجتماعية الأهلية بسنابس منذ تأسيسه إلى أن يكون أحد البرامج والفعاليات التراثية والثقافية والسياحية المهمة في المنطقة وعلى مستوى المملكة العربية السعودية كما أن الرسالة التي يتمحور حول المهرجان هي ترسية مفاهيم تطبيقية للتوعية والتنمية البشرية في المجالات الثقافية والاجتماعية والصحية والمهنية من خلال الفعاليات والبرامج والأنشطة المختلفة التي تنظم أثناء المهرجان.
بدء تدشين المهرجان عام 1426هـ حيث كان بادرة قام بها عدد من كتاب منتدى «سنابس الثقافي» الإلكتروني. حسب استطلاع أجرته الجهة الإعلامية للمهرجان فإن مايميز المهرجان هو العمل التطوعي. كما تشير احصائيات سابقة إلى أن عدد زوار المهرجان بلغ في عام 2013 إلى أكثر من 200 ألف زائر.

#### الدوخلة
الدوخلة عبارة تطلق على إناء من خوص النخل يملئ بقليل من التراب والسماد ويتم زراعة البذور فيه مع بداية مغادرة أقارب الأهالي لأداء فريضة الحج قديماً.
في المعجم هي «سفيفة من خوص يوضع فيها التمر والرطب» وتسمى في بعض دول الخليج بـ الحيّة بيّة، واستخدمت في الماضي لتسلية الأطفال الذين سافر آباؤهم لأداء فريضة الحج، حيث يقومون بوضع السماد والتراب فيها وزراعة بعض البذور سريعة النمو، ثم يبدأ الأطفال بريّها والاعتناء بها حتى ينبت الزرع ويترعرع وكان الأطفال يتباهون فيما بينهم بجمال الزرع ونضارته.

## الوصلات الخارجية
- جولة في أزقة بلدة سنابس القديمة بمحافظة القطيف على اليوتيوب بتاريخ 2019م.
- أوبيريت مهرجان الدوخلة العاشر، إحدى مهرجانات سنابس على اليوتيوب.